# Josef Juncker
Josef Johann Georg Juncker (* 9. September 1889 als Josef Josefovici in Pitești, Rumänien; † 18. Oktober 1938 in Bonn) war ein rumänisch-deutscher Rechts- und Kirchenhistoriker.

## Leben und Wirken
Der Sohn eines jüdischen Kaufmanns und Grundbesitzers wurde 1889 in Pitești in Rumänien geboren. An der Oberrealschule in Halle 1907 und 1913 zusätzlich am Gymnasium in Magdeburg erwarb er die Hochschulreife. Ab Sommersemester 1908 studierte er Rechtswissenschaft an der Universität Berlin. Das Studium musste er aus familiären und gesundheitlichen Gründen unterbrechen. Im Jahr 1909 konnte er das Studium für drei Semester in Berlin fortführen. In Rumänien musste er 1910/11 Militärdienst leisten. Zum Sommersemester 1912 setzte er das Studium an der Universität Leipzig fort. Im Jahr 1913 nahm er am Zweiten Balkankrieg teil. Nach seiner Rückkehr konvertierte Juncker zur griechisch-orthodoxen Konfession. Die Empfehlung Friedrich Steins verhalf Juncker zum Eintritt in das deutsche Heer. Im April 1915 wurde er deutscher Staatsbürger. Im August 1915 meldete sich Juncker freiwillig beim Leipziger Ulanenregiment. Ebenfalls 1915 konnte er die erste juristische Staatsprüfung in Leipzig ablegen. In der Schlacht an der Somme wurde er 1916 verwundet. Ihm wurde im September 1916 das Eiserne Kreuz II. Klasse verliehen. Juncker wurde 1921 promoviert mit einer Arbeit über die Collectio Berolinensis, eine Glosse aus dem Kirchenrecht. Nach dem Tod Emil Seckels übertrugen die Monumenta Germaniae Historica im März 1925 Juncker die Neuausgabe der Kapitulariensammlung des Benedictus Levita. Mit Hilfe eines Stipendiums der Notgemeinschaft der deutschen Wissenschaft widmete er sich in Paris im Jahr 1928 Handschriftenstudien.
In Königsberg habilitierte er sich 1926 mit einer Arbeit zum Thema Haftung und Prozessbegründung im altrömischen Rechtsgang. Im selben Jahr übernahm er einen Lehrauftrag in Bonn, wohin er sich 1927 umhabilitierte. Im Juli 1932 wurde er in Bonn zum nichtbeamteten außerordentlichen Professor ernannt. Im Oktober 1932 wurde er als Nachfolger von Erich Bley Professor für Römisches Recht an der Universität Greifswald. Zugleich wurde er Direktor des Juristischen Seminars. Noch im Dezember 1934 erhielt er das Ehrenkreuz des Weltkrieges. Ende 1935 wurde ihm das Prüfungsrecht entzogen und er wurde wenig später als „Nichtarier“ in den Ruhestand versetzt. Wohl wegen seines Frontkämpferstatus erhielt er noch 1936 ein Ruhegehalt von jährlich 8792 RM. Er versuchte vergeblich, den Nachweis zu erbringen, dass er nicht als Jude einzustufen sei. Juncker arbeitete weiter für die Monumenta Germaniae Historica an der Edition des Benedictus Levita. Im September 1938 wurde Juncker auch noch der Forschungsauftrag entzogen. Juncker starb im Oktober 1938 in Bonn. Laut seinem Rechtsanwalt war ein Herzschlag die Todesursache, die Wissenschaft nimmt teilweise einen Suizid an. Juncker wurde auf dem Bonner Südfriedhof begraben.
Seine Arbeitsgebiete waren die mittelalterlichen Handschriften und die mediävistische Kanonistik. Juncker veröffentlichte mehrere wichtige Beiträge für die Kannonistische Abteilung der Zeitschrift der Savigny-Stiftung für Rechtsgeschichte. Er vollbrachte Pionierleistungen bei der Erforschung der frühen Kanonistik des 12. Jahrhunderts. Für Peter Landau steht Juncker am Anfang einer neuen Blütezeit internationaler rechtshistorischer Forschung. Nikola Becker befasste sich mit den drei heute weniger bekannten jüdischen Mitarbeitern der Monumenta Germaniae Historica Paul Hirsch, Erika Sinauer und Josef Juncker. Sie kam zum Fazit, dass der Aderlass der deutschen Wissenschaft infolge der nationalsozialistischen Judenverfolgung und -vernichtung auch die Monumenta Germaniae Historica betraf. Erst 1998 wurde in das Editionsprogramm der Monumenta Germaniae Historica die Edition der Kapitulariensammlung des Benedictus Levita wieder aufgenommen.